# Svarttjärnen (Lits socken, Jämtland, 700947-146451)
Svarttjärnen är en sjö i Östersunds kommun i Jämtland och ingår i Indalsälvens huvudavrinningsområde.